# Lubnice (Czarnogóra)
Lubnice (cyr. Лубнице) – wieś w Czarnogórze, w gminie Berane. W 2011 roku liczyła 230 mieszkańców.